# Fujiwara no Teika

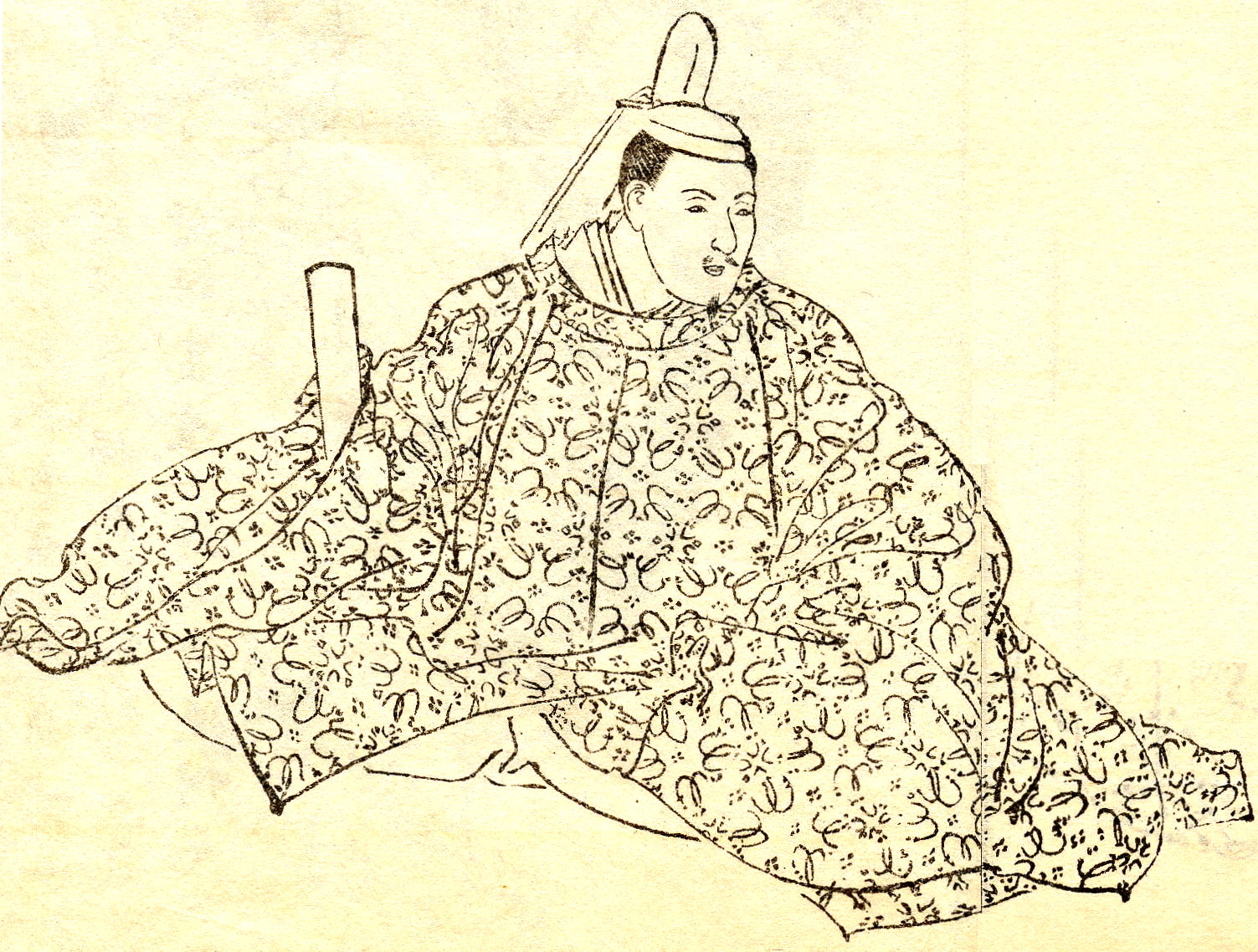
Fujiwara no Teika

Fujiwara no Teika (în japoneză: 藤原定家), cunoscut și ca Fujiwara no Sadaie sau Sada-ie (n. 1162 - d. 26 septembrie 1241) a fost un scriitor, critic literar și caligraf japonez.
Lirica sa promovează un stiul poetic clar, concis, plin de simboluri.

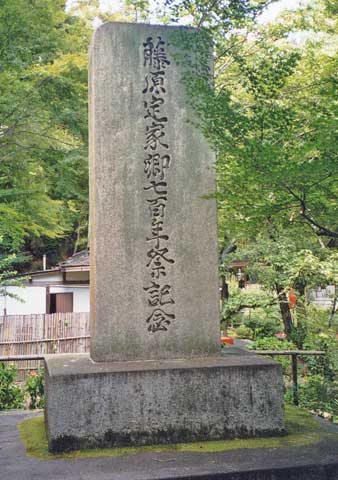
Monumentul dedicat scriitorului din Kyoto

## Opera
- 1180 - 1235: Însemnări de lună plină ("Meigetsu-ki")
- 1205: Noua culegere de poeme vechi și moerne ("Shinkokinshu")
- 1219: Însemnări lunare ("Maigetsushô")
- 1234: Noua culegere făcută din ordin imperial ("Shinchokusenshû")
- O sută de poezii ("Hyakunin issu")